# رنجر تنها (فیلم ۲۰۱۳)
تفنگدار تنها یا تکاور تنها (به انگلیسی: The Lone Ranger) یک فیلم اکشن وسترن آمریکایی محصول سال ۲۰۱۳، به کارگردانی گور وربینسکی است. در این فیلم آرمی هامر در نقش اصلی فیلم و جانی دپ در نقش تانتو به ایفای نقش می‌پردازند. رنجر تنها فیلم کمدی اکشنی است که در آن قهرمان نقابدار با دیدگاهی جدید قدم به زندگی می‌گذارد. روح جنگجوی سرخپوستی به نام تونتو با بازی (جانی دپ) داستان ناگفته‌ای را می‌گوید که منجر به تبدیل جان رید (ارمی همر) که یک مجری قانون است به قهرمان عدالت می‌شود. هر دو قهرمان فیلم باید به کمک یکدیگر بر حرص و فساد غلبه کنند.

## داستان
نمایی از بازار سانفرانسیسکو، سال ۱۹۳۳، پسری به نام ویل، که به قهرمانی به نام رنجر تنها تبدیل خواهد شد با توتنو یک سرخپوست کامانچی بومی آمریکای شمالی مواجه می‌شود که او تجربه ماجراجویی‌های غرب قدیم را برایش بازگو می‌کند.
در کالبی، تگزاس ۱۸ مارس ۱۸۶۹، کلانتر جان رید از راه خط آهن قاره‌ایی ناتمام به خانه‌اش که غول خط راه‌آهن سازی، لاتام کول آن را اداره می‌کند بر می‌گردد. علاوه بر رید ناشناس قطار تونتو و مجرمی به نام بوچ کوندیش را که بعد دستگیری توسط دن رید، برادر جان رید، برای اعدام آورده شده بود حمل می‌کند. گروه کوندیش، بوچ را آزاد و قطار را از خط خارج کردند. تونتو اسیر است و دن به نمایندگی رنجر تگزاس با شش نفر دیگر به دنبال گروه کوندیش می‌روند.
گروه کوندیش در دره ایی کمین می‌کنند و تعقیب کنندگانشان را می‌کشند و کوندیش قلب دن را در می‌ورد و می‌خورد. تونتو که آز بند آزاد شده به کنار اجساد می‌آید و آن‌ها را چال می‌کند. اما، اسب شبح سفیدی، جان را به شبح رهرو تبدیل می‌کند و تونتو توضیح می‌دهد که جان نمی‌تواند در جنگ کشته شود. تونتو دربارهٔ رنجری به نام کالینز، که دن را لو دادو با کوندیش کار می‌کرد و معتقد بو که او یک وندیگو است هم صحبت کرد. جان که فکر می‌کرد مرده، برای حفاظت از دشمنان نقابی به چهره زد. تونتو گلولهٔ نقره‌ایی را که از رنجر در حال مرگ گرفته بود به جان داد و به او گفت که از آن در برابر کوندیش استفاده کن.
در بروتل کالینز اخیراً دیدارهایی داشت. رد هارینگتون دربارهٔ جنگ کالینز و دن در صخره‌های نقره ایی نفرین شده به آن‌ها اطلاع داده بود. در این زمان افراد کوندیش به شکل کامانچی‌ها درآمده بودند و در اطراف دهکده‌ها قرار گرفته بودند. جان و تونتو بعد از دزدیده شدن زن و پسر دن، یعنی ربکا و دنی به آنجا رسیدند. کالینز بخاطر پشیمانی از کارهای قبلیش تلاش کرد که ربکار و پسرش را فراری دهد که با شلیک کول مرد. کول ادعا کرد که سواره‌ها کومانچی‌های دشمنند و اعلام کرد که به ساخت خط آهن ادامه داده شود و سواره نظام ایالت متحده کاپیتان جی فولر برای ریشه‌کن کردن کومانچی‌ها خبر شود.
قبیله کومانچی بلافاصله بعد از پیدا شدن خط آهن در قلمروشان جان و تونتو را دستگیر کردند. رئیس قبیله از گذشته تونتو زمانی‌که یک پسر بچه بود برای جان صحبت کرد. تونتو کوندیش و کول را از مرگ نجات داده و معدن نقره را در عوض یک ساعت جیبی به آن‌ها نشان داده بود. به منظور مخفی ماند جای معدن همهٔ قبیله کشته شدند و تونتو با باری از گناه تنها گذاشته شد و او معتقد است که مردها روح شیطانی دارند و قسم خورد که آن‌ها را پیدا کند و بکشد.
در حمله سواره نظام تونتو و جان فرار کردند. در معدن نقره پس از کشتن افراد کوندیش او را اسیر کردند. تونتو از جان خواست که با گلولهٔ نقره ایی کوندیش را بکشد، اما جان نپذیرفت و به تونتو گفت که به حرف‌های رئیس قبیله فکر کن. تونتو تلاش کرد که کوندیش را بکشد ام جان او را زد و کوندیش را زنده نگه داشت. با دستگیری کوندیش راز کول و فولر هم فاش می‌شد، کول از ترس عمومی شدن این مطلب که منجرمتهم شدن او به جنایت جنگی می‌شد با فولر همدست شد. ربکا و دیجر اسیر بودند و جان برای اعدام شدن به معدن نقره برده شد. اما تونتو او را آزاد می‌کند و هنگام قتل‌عام کامانچی‌ها توسط سواره نظام هر دو فرار می‌کنند؛ و چون می‌دانند که کول خیلی قدرتمند است که نمی‌توان با قانون او را زمین زد، جان دوباره نقابش را می‌زند.
در محل یکی شدن خط آهن قاره‌ایی، کول نقشهٔ اصلیش را فاش می‌کند:که کنترل شرکت خط آهن را بدست بگیرد و معدن نقره برا ی کسب قدرت بیشتر تصاحب کند. جان و تونتو برای بدست آوردن نیتروگلیسیرین برا منفجر کردن پل خط آهن به بانک دستبرد می‌زنند. به کمک رد تونتو قطار و نقره‌ها را می‌دزدد، و کول، کوندیش و فولر با قطار دومی که ربکا و دانجر در آن اسیرند به تعقیب آن‌ها می‌پردازند. جان هم سواره هر دو قطار را تعقیب می‌کند. بعد از نبرد سخت و شدید در هر دو قطار کوندیش و فولر کشته می‌شوند و ربکاو داجر نجات پیدا می‌کنند. تونتو با کول مواجه می‌شود و سال‌ها پیش را که معامله کرده بود را آشکار می‌کند و کول را با نقره‌هایی که درون قطار بودند و سپس بدرون آب افتادند رها می‌کند.
مردم شهر و شرکت خط آهن جان را (که هویتش هنوز برای آن‌ها مخفی است) به عنوان قهرمان شناختند و به او مقام کلانتری را پیشنهاد کردند. جان نمی‌پذیرد و با تونتو می‌رود. به سال ۱۹۳۳ بر می‌گردد و ویل از صحت داستان می‌پرسد. پیش از رفتن، تونتو به او گلوله‌ای نقره‌ای می‌دهد و به او می‌گوید که خودش تصمیم بگیرد. ویل ماسکش را می‌گذارد و به سمت چادر، جاییکه تونتو ایستاده نگاه می‌کند تا فقط پرواز کلاغ را ببیند.

## تولید
در ژانویه سال ۲۰۰۷ شرکت وینستین و بخش محصولات ویدئویی خانگی جنیوس، مطرح کردند که می‌خواهند با اینترتیمنت رایت انگلیسی برای شریک شدن در حق پخش ویدئوهای خانگی، بازی‌های کا مپیوتری و دیجیتالی، حق برنامه‌های کلاسیک که اینترتیمنت رایت به تازگی در آن وارد معامله شده بود همراه شوند. بر اساس این طرح، شرکت جنیوش ۶ برنامه کلاسیک را برای پخش در ویدئوی خانگی قرار داد. رنجر تنها در میان این برنامه‌ها بود. در عوض در سال ۲۰۰۹ شرکت بومرنگ مدیا برنامه‌های کلاسیک را از اینترتیمنت رایت خرید، که بعدها شرکت دریم ورک انیمیشن خواستار آن‌ها شد و نام دریم ورک کلاسیک را گرفتند
درحالیکه حق مالکیت رنجر تنها به‌طور مبهمی تغییر کرده بود، جری بروک هایمر تهیه‌کننده و اینترتیمنت رایت فیلم را تحت رهبری رئیس استودیو والت دیزنی، یعنی دیوید کوک واگذار کردند. تد الیوت و تری روسیو که با هایمر و والت د یزنی در سری دزدان دریایی کارائیب کار کرده بودند، نوشتن فیلنامه را به عهده گرفتند، و در مارس سال ۲۰۰۸ وارد مذاکرات نهایی شدند؛ و دیزنی در سپتامبر ۲۰۰۸ اعلام کرد که جانی دپ نقش تونتو را بازی خواهد کرد.
فیلمنامه الیوت و روسیو دارای لحن ماوراءطبیعه و همچنین شامل عنصر داستان اصلی فیلم گرگینهها بود که سپس جاستین هیث آن را بازنویسی کرد. در مه ۲۰۰۸ , مایک نول کارگردان فیلم شاهزاده ایران: شن‌های زمان که با دیزنی و هایمر برای این فیلم همکاری داشت وارد مذاکرات برای کارگردانی فیلم رنجر تنها شد. با این وجود بروکهایمر توضیح داد که در جون پیش رو منتظر استخدام کارگردان می‌شود، تا نول فیلم «شاهزاده ایران: شن‌های زمان» را کامل کند و جانی دپ نقشش را در فیلم دزدان دریایی کارائیب: سوار بر امواج ناشناخته تمام کند. بروکهایمر اظهار کرد"که مسلماً ارجحیت با فیلم دزدان دریایی کارائیب ۴ بود." و در صورت پیدا شدن کارگردان و چراغ سبز دیزنی عنوان بازیگران جمع‌بندی خواهد شد؛ ولی هنوز کارگردان نداریم" در سپتامبر ۲۰۱۰ گور وربینسکی به عنوان کارگردان بکار گرفته شد. وربینکی دپ را که در حال بازی در فیلم دزدان دریایی کارئیب بود برای نقش تونتو پیشنهاد کرد. فیلمبرداری بعد تمام شدن کار دپ در فیلم سایه‌های تاریکی شروع شد؛ و ارمی هایمر قرار شد که نقش رنجر تنها را که بروکهایمر آن را شبیه جوانی‌های جیمز استوارت توصیف کرده بود که نوشته شود بعهده گرفت.

## بازیگران
| بازیگر            | شخصیت             |
| ----------------- | ----------------- |
| آرمی هامر         | جان رید رنجر تنها |
| جانی دپ           | تونتو             |
| ویلیام فیکنر      | بوچ کاوندیش       |
| تام ویلکینسون     | لاتم کول          |
| بری پیپر          | کاپیتان جی فولر   |
| هلنا بونهام کارتر | رد                |
| میسون کوک         | ویل               |
| روث ویلسون        | ربکا رید          |
| جیمز بج دیل       | دان رید           |
| جیمز فرین         |                   |
| هری ترداوی        | فرانک             |
| جیسون ای. هیل     | سیموس             |

## جوایز
- کاندیدای اسکار بهترین جلوه‌های ویژه
- کاندیدای اسکار بهترین چهره‌پردازی